# Кресна (община)
Кресна (болг. Община Кресна) — община в Болгарии. Входит в состав Благоевградской области. Население составляет 5895 человек (на 15 мая 2008 года).
Административный центр — город Кресна
Площадь территории общины 344 км².
Кмет общины Кресна Валентин Крумов Стоичков. В 5 сёлах общины есть свои кметства, кмет выбирается населением соответствующих населённых пунктов: в селе Сливница — кмет Наско Милев, в селе Горна-Брезница — кмет Красимира Брындева, в селе Долна-Градешница — кмет Вангел Илиев, в селе Оштава — кмет Сашко Стоянов и в селе Стара-Кресна — кмет Павел Паскалев. Сёла Будилци, Влахи, Езерец и Ново-Село, так как их население составляет менее 250 человек, управляются кметским наместником назначаемым по указанию кмета общины.

## Состав общины
В состав общины входят следующие населённые пункты:
1. село Будилци
2. село Влахи
3. село Горна-Брезница
4. село Долна-Градешница
5. село Езерец
6. город Кресна
7. село Ново-Село
8. село Оштава
9. село Сливница
10. село Стара-Кресна